# Uniunea poporului rus
Uniunea poporului rus (în rusă Союз русского народа) a fost un partid politic de extrema dreaptă pro-țarist din Imperiul Rus, activ între anii 1905 și 1917. Acesta se caracteriza prin ultranaționalismul rusesc, sprijinul oferit autocrației țariste și tradiționalismul. Partidul a fost de asemenea un precursor al fascismului. A fost aliat cu mișcarea albă, dar și cu sotniile negre, și se face răspunzător pentru pogromurile antisemite din Rusia Țaristă. Acesta a fost desființat în anul 1917, în urma revoluțiilor din Rusia. 

Steagul partidului, același cu al Casei regale a Rusiei

## Recrearea
În anul 2005, sculptorul Veaceslav Klîkov a recreat un partid cu aceeași denumire, și de aceeași orientare: naționalistă, antisemită fundamentalistă, tradiționalistă și anticomunistă. Partidul n-a avut succes electoral. 